# Masaru Arai
| 3823 Yorii          | 10 marzo 1988    |
| 3996 Fugaku         | 5 dicembre 1988  |
| 4262 DeVorkin       | 5 febbraio 1989  |
| 4291 Kodaihasu      | 2 novembre 1989  |
| 4495 Dassanowsky    | 6 novembre 1988  |
| 4901 Ó Briain       | 3 novembre 1988  |
| 6299 Reizoutoyoko   | 5 dicembre 1988  |
| 6380 Gardel         | 10 febbraio 1988 |
| 6709 Hiromiyuki     | 2 febbraio 1989  |
| 10776 Musashitomiyo | 12 febbraio 1991 |
| 11515 Oshijyo       | 12 febbraio 1991 |
| 13017 Owakenoomi    | 18 marzo 1988    |
| 20001 Marinakoren   | 5 febbraio 1991  |

Masaru Arai (新井優?, Arai Masaru; 1952) è un astronomo amatoriale giapponese.
Il Minor Planet Center gli accredita le scoperte di quarantacinque asteroidi, effettuate tra il 1989 e il 1991, tutte in collaborazione con Hiroshi Mori.
Ha inoltre scoperto la cometa non periodica C/1991 A2 Arai.
Gli è stato dedicato l'asteroide 21082 Araimasaru.